# Karola Brandt
Karola Brandt, auch Karola Kleinschmidt (geboren 25. November 1950 in Berlin; † 12. September 2023), war eine deutsche Ruderin. Ihr größter sportlicher Erfolg ist die Bronzemedaille im Doppelvierer bei den Europameisterschaften 1972.

## Internationale Karriere
Karola Brandt vom Frauen-Ruder-Club Wannsee belegte 1971 zusammen mit Marlies Schätze, Ute Meyer, Marlies Meyer und Steuerfrau Renate Grünke den vierten Platz im Doppelvierer bei den Europameisterschaften in Kopenhagen hinter den Booten aus Rumänien, der Sowjetunion und aus Frankreich. Im Jahr darauf gewannen die Westdeutschen bei den Europameisterschaften in Brandenburg in der gleichen Besetzung die Bronzemedaille hinter Rumänien und der Sowjetunion, aber vor dem Boot aus der DDR. 1973 bei den Europameisterschaften in Moskau siegte der Doppelvierer aus der DDR vor den Rumäninnen und dem Boot aus der Sowjetunion. Mit dreieinhalb Sekunden Rückstand auf die Drittplatzierten belegten Marlies Meyer, Marlies Schätze, Bärbel Grabowski, Karola Brandt und Steuerfrau Patricia Lohrbeer den vierten Platz. 1975 gehörte Karola Brandt zum deutschen Achter, der den sechsten Platz bei den Weltmeisterschaften in Nottingham erreichte. 1976 stand Karola Brandt im Aufgebot für die Olympischen Spiele in Montreal, kam aber nicht zum Einsatz.
1977 trat Karola Brandt mit Marga Trapp im Zweier ohne Steuerfrau an, die beiden belegten den elften Platz bei den Weltmeisterschaften in Amsterdam. Im Jahr darauf belegte sie mit dem Achter den fünften Platz bei den Weltmeisterschaften 1978. 1981 belegte der Vierer mit Steuerfrau mit Karola Brandt, Christel Lutter, Ellen Becker, Iris Völkner und Kathrien Plückhahn bei den Weltmeisterschaften 1981 den fünften Platz, nachdem die Bulgarinnen disqualifiziert worden waren.

## Deutsche Meisterschaften
Karola Brandt war 1972 und 1978 deutsche Meisterin im Einer, nachdem sie 1971 bereits Zweite hinter Astrid Hohl geworden war. 1977 siegte sie zusammen mit Marga Trapp im Doppelzweier. 1977 gewann Karola Brandt im Team mit Gabriela Toader, Brigitte Bandura, Marga Trapp und Kathrien Plückhahn einen Deutschen Meistertitel im Doppelvierer mit Steuerfrau.
Hinzu kamen drei Meistertitel im Vierer mit Steuerfrau.
- 1978 in der Besetzung Eva Dick, Brigitte Bandura, Ursula Decker, Karola Brandt und Angela Braasch-Eggert
- 1980 in der Besetzung Eike Roeloffs, Christel Lutter, Sabine Hinkelmann, Karola Brandt und Barbara Weddig
- 1981 in der Besetzung Karola Brandt, Christel Lutter, Ellen Becker, Iris Völkner und Kathrien Plückhahn